# アルディージャ練習場
アルディージャ練習場（アルディージャれんしゅうじょう）は、埼玉県さいたま市西区西大宮四丁目（旧大字高木）にある、日本プロサッカーリーグ・RB大宮アルディージャの練習グラウンド・クラブハウスである。敷地の正式な名称は、「さいたま市西大宮サッカー場」（設置時は「さいたま市高木サッカー場」）としている。

## 整備の経緯
大宮アルディージャはJリーグ加盟（1999年のJリーグ ディビジョン2）以来、志木市の東日本電信電話（NTT東日本）所有のNTT東日本志木総合グラウンドとさいたま市西区の秋葉の森総合公園サッカー場を併用していたが、志木市のグラウンドは河川敷にあり、洪水などによる河川の氾濫で水没が発生すると長期間の使用が難しいこと、またNTTの独身寮を改修したクラブハウスの老朽化が進んでいることや、秋葉の森は天然芝のサッカーコート1面しかなく、芝の状況により養生期間が必要となり、使用不可となる時期が発生すること、また地元に練習場を建設してほしいというサポーターの意見が寄せられていることや、優秀な選手は優れた練習環境に身を置く傾向が強いことなどを挙げ、練習場の改善を求めてきた。
そこで、2007年4月、当時のさいたま市長でありアルディージャ後援会の会長であった相川宗一をアルディージャ社長が訪問した際、その練習場整備についての協力依頼があり、同年5月からさいたま市政策局スポーツ企画課で具体的な候補地の選定・調査に乗り出し、2008年、ある程度候補地が出そろったところでプロジェクトチームを編成。その条件として
1. アルディージャの意向
2. 旧大宮市の市域内
3. 早期実現性
4. アクセス
5. 発展可能性

の5点を挙げて策定し、その条件を満たす候補地を3つに絞り込んだ。
その候補地として
1. 西区・高木第2最終処分場跡地
2. 見沼区・日本大学キャンパス跡地
3. 大宮区・大宮第2公園

を挙げたが、日本大学キャンパス跡は大学側で利用方針を検討するとしており、早期に練習場とすることは不可、大宮第2公園も、各種イベントなどで使用されており、今後都市公園としても地域住民の憩いの場として活用することもあるためこれも練習場の転用不可と判断し、残った高木が効率・効果的な面で活用が図れるなどのメリットが大きいが、最終処分場の用地であるため、物理的な面などの課題と解決策の検討が必要とされながらも、練習場の最終候補に挙げた。
高木を練習場にする点でのメリットとして、以下を挙げている。
1. 区画整理事業を終えた後、さいたま市が取得する予定の保留地の活用
2. アルディージャが整備・維持管理することによる整備事業費と維持管理費の削減
3. 一部制限のかかる用地を効率的・効果的に活用できる
4. 新たなまちのコミュニティーづくりの形成と活用、ビジネスチャンスの効果などの期待
5. 候補地絞り込みに際しての視点的な項目全体に対する高いレベルでの合致

しかし、埋め立てられていた廃棄物や仕切り設備などに影響が及ばないことや、浸出水の水質の測定の継続などの課題があり一定の工法やグラウンドの配置に制限はかかるものの、出典資料2ページにある配置案のとおりであれば利用可能であるとした。
こうして、さいたま市、都市再生機構（UR）、アルディージャの3者が合同して2009年に覚書を提出し、2010年度からURによる造成工事から着手、アルディージャ練習場は2011年から着手し、2012年後期からの使用開始を目指した。

## 施設完成後
2013年1月、こうして高木第2最終処分場跡地を再開発して完成した練習場は、「さいたま市高木サッカー場」としてさいたま市が所有する敷地に天然芝1.5面のサッカーコートと「オレンジキューブ」（クラブハウス）を整備した。選手がサッカーに集中できる環境を整えられる練習施設のほか、地元市民とサポーターの交流拠点としても活用されている。 2017年（平成29年）11月18日、土地区画整理事業の換地処分が行われた事で当所の所在地が「西大宮」と改められた事に伴い、現在の正式名称に改称された。
- クラブハウス・オレンジキューブ
  - 敷地面積:1,920.01㎡
  - 建築面積:940.42㎡
  - 延床面積:2,223.45㎡
  - 地上3階建て、練習見学テラス、一般用会議室あり
- 1階:クラブハウスとグラウンドの導線にふれあいゾーンを設け、サポーターと選手が触れ合える場を提供する。1階は主に選手用の円形ロッカー・トレーニング室などがある。また、2021年4月22日までクラブショップ（「オレンジスクウェア クラブハウス店」） が設置されていた。
- 2階:北側にビューテラスを設け、練習見学ができるほか、多目的開放スペースとして地域市民の会合などにも利用できる会議室として活用できる。
- 3階:主にトップチームコーチ陣などクラブスタッフの専用ルーム、階段教室型のミーティング室がある